# Südliche Föderale Universität

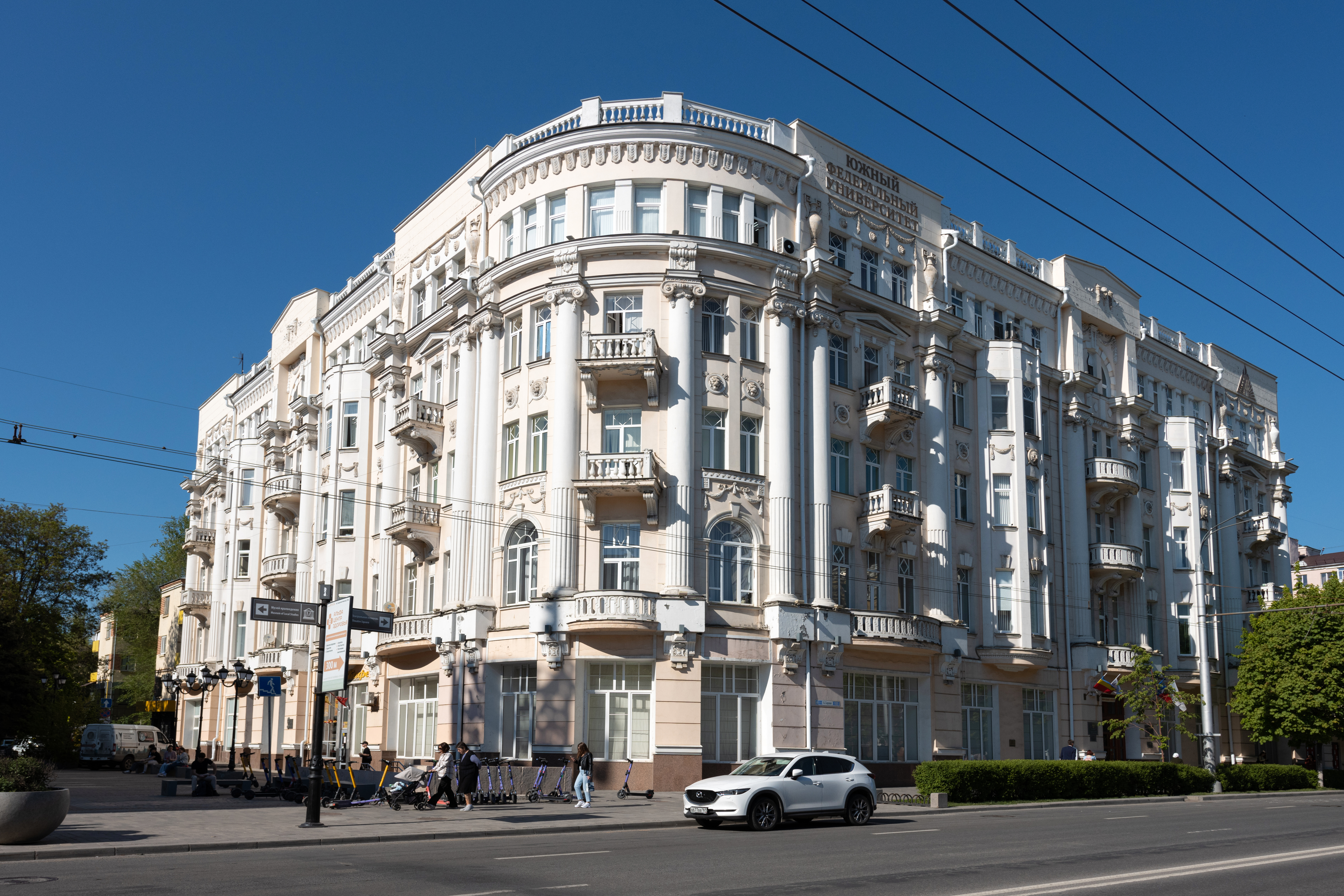
Hauptgebäude der Rostower Staatlichen Universität

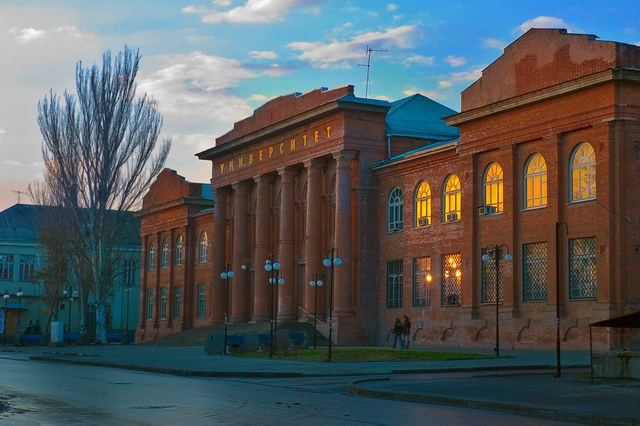
A-Gebäude in Taganrog

Die Südliche Föderale Universität (Abkürzung SFedU, russisch Южный федеральный университет) ist eine 2006 gegründete Universität in Südrussland.

## Geschichte
Die Universität wurde am 23. November 2006 durch die Einverleibung der Taganroger Staatlichen Radiotechnischen Universität, der Rostower Staatlichen Pädagogischen Universität und der Rostower Staatlichen Akademie für Architektur und Kunst in die Rostower Staatliche Universität neu gegründet. Zur Universität gehört der Botanische Garten der Südlichen Föderalen Universität.
Die Universität ist das größte wissenschaftliche und pädagogische Zentrum im Süden Russlands und ist in den Städten Rostow am Don und Taganrog vertreten.
Die Universität hat ihren Ursprung im Jahr 1915, als die Kaiserliche Warschauer Universität, die 1817 von Zar Alexander I. eröffnet worden war, nach Rostow am Don verlegt wurde.
Der Initiator der Verlegung der Warschauer Universität in Rostow am Don war Nikolai Wassiljewitsch Parijski. Während des 20. Jahrhunderts wurde die Universität mehrmals umbenannt.
Im Rahmen des nationalen Projekts „Bildung“ wurden als Südliche Föderale Universität auf Grundlage eines Erlasses der Regierung der Russischen Föderation vom 23. November 2006 sowie einer des Ministeriums für Bildung und Wissenschaft der Russischen Föderation vom 4. Dezember 2006 folgende Institutionen zusammengeschlossen: Die Rostower Staatliche Universität, die Taganroger Staatliche Universität für Funktechnik, die Rostower Staatliche Pädagogische Universität und die Rostower Staatliche Akademie für Architektur und Kunst.

## Geographie
Die Universität liegt in zwei Städten des Rostow-Gebiets: in Rostow am Don, wo alle zentralen Verwaltungsorgane der Universität und auch zwei Zweiginstitute sind, und in Taganrog, wo es eine Akademie für Ingenieurtechnik ist. Die Studenteninfrastruktur nimmt die Studentencafés und Kantine, 19 Studentenwohnheime in Rostow und Taganrog, 22 Sportabteilungen sowie den Sportkomplex „Südmeridian“ mit einem 50-Meter-Swimmingpool auf.

## Allgemeine Informationen
Neben den 37 Fakultäten und 16 Forschungsinstituten und Konstruktionsbüros gibt es 206 Lehrstühle, 15 Bildungs- und Wissenschaftszentren sowie 50 Kleinunternehmen an der Universität.
Im Jahr 2016 umfasste die Universität 5 Akademien, 12 Bildungseinrichtungen, 6 Fakultäten, 6 Zweigstellen und 2 Repräsentanzen sowie 19 innovativ-technologische und wissenschaftliche Zentren, 3 Forschungsinstitute, ein Museum und das regionale wissenschaftliche Zentrum Russische Akademie der Bildung. Im Jahr 2018 studierten mehr als 27.987 Studenten an der Universität.
Seit 2013 ist die Südliche Föderale Universität in der Liste der TOP-100-Universitäten der BRICS-Länder präsent. 2014 verlieh die Agentur „Expert RA“ der Universität eine Ratingklasse „C“, die „hohes Niveau“ der Vorbereitung der Universitätsabsolventen bedeutet. 2016 nahm die Südliche Föderale Universität den 85. Platz in der Rangliste der besten Universitäten in den BRICS-Ländern ein.

## Internationale Kooperationen
Die Universität arbeitet mit zahlreichen Partnern aus 53 Ländern zusammen, z. B. mit Erasmus-Partnerhochschulen sowie im Rahmen von gemeinsamen Programmen mit ausländischen Universitäten (Programm des doppelten Abschlusses) und gemeinsamen Publikationen mit ausländischen Forschern. Zudem sind 62 Dozenten und Forscher aus dem Ausland an der Universität tätig.

### Internationalisierung des Studiums
- Modulausbildung gemäß Universitätsaustauschprogramm (Mathematik, Bodenkunde, Psychologie, internationale Beziehungen, Ökonomie, Management, Chemie)
- interdisziplinäres Modul (Geisteswissenschaften, Soziologie, Ökonomie, internationale Beziehungen, Linguistik)
- gemeinsame Programme mit europäischen Universitäten (Biomechanik, interkulturelle Kommunikation, Materialwissenschaften des Nanosystems)
- Programme in Englisch
- Winter- und Sommer-Schulen
- Kurse der russischen Sprache

## Ausbildungsbereiche

### Fachbereiche
- Mathematik und Naturwissenschaft
- Ingenieurwesen und Technikwissenschaften
- Sozialwissenschaften
- Ausbildung und Pädagogik
- Geisteswissenschaften
- Architektur, Kunst und Kultur

### Studiengänge
- 86 Bachelorstudiengänge
- 126 Masterstudiengänge
- 26 Doktoratsprogramme

## Forschungsgebiete
- Nanomaterialien, Nanotechnologien, intellektuelle Materialien.
- GeisteswissenschaftlicheTechnologien und Modelle der Entwicklung von menschlichem Kapital und toleranten Gemeinschaften in der multiethnischen Region Russlands.
- Biotechnologien, Umweltsicherheit, Medizin der Zukunft.
- Informations- und Telekommunikationstechnologien, Systeme und Ausrüstung.
- Architektur, Kunst, Design, Städtebau.
- Schiffs-, Luftfahrt- und Raketenausrüstung, Radiotechnik, Automatisierung und Lenkung.

## Gliederung und Aufbau

### Fakultäten
- Militärisches Trainingszentrum
- Fakultät für Management
- Fakultät für Physik
- Fakultät für Chemie
- Fakultät für Wirtschaft
- Fakultät für Jura

### Studieninstitute
- Institut für Computertechnologien und Informationssicherheit
- Institut für Geschichte und Internationale Beziehungen
- I. I. Worowitsch-Institut für Mathematik, Mechanik und Computerwissenschaften
- Institut für Geowissenschaften
- Institut für Soziologie und Regionalwissenschaft
- Institut für Philologie, Journalistik und Interkulturelle Kommunikation
- Institut für Philosophie und Sozial- und Politikwissenschaften
- Institut für Hochtechnologien und Piezotechnik
- Institut für Nanotechnologie, Elektronik und Gerätebau

### Forschungsinstitute und Forschungs- und Entwicklungszentren
- Kaljajew-Zentrum für Mehrprozessorsysteme
- Zentrum für Robotertechnik und Lenkvorgang
- Zentrum für physikalische und organische Chemie
- Zentrum für Physik
- Zentrum für Modellierungs- und Prozeßsysteme
- Zentrum für digitale Signalverarbeitung
- Internationales Zentrum „Smart Materials“